# هراوه (الجزایر)
هراوه (به عربی: هراوة) یک شهرداری در الجزایر است که در ناحیه رویبه واقع شده‌است.
 هراوه ۱۳ کیلومتر مربع مساحت و ۱۸٬۱۶۷ نفر جمعیت دارد.